# Nattheim
Nattheim là một thị xã nằm ở huyện Heidenheim, bang Baden-Württemberg, miền nam nước Đức.